# Jim Blacker
James A. Blacker (sinh năm 1945) là một cựu cầu thủ bóng đá người Anh thi đấu ở vị trí hậu vệ.

## Sự nghiệp
Sinh ra ở Leeds, Blacker thi đấu cho Middleton Parkside và Bradford City. Đối với Bradford City, ông có 21 lần ra sân ở Football League.